# Wieża kościelna (ruina kościoła) w Pastewniku
Wieża kościelna (ruina kościoła) w Pastewniku – dawny kościół katolicki znajdujący się w stanie ruiny.

## Historia
W Pastewniku przed 1311 r. powstała parafia stanowiąca część terytorium dekanatu bolkowskiego. Gotycki kościółek wystawiony na zboczu góry miał ok. 60 m² powierzchni użytkowej. Na ściany, wieżę i mur okalający świątynię użyto miejscowy kamień łupany. Pozostałości tynku na wewnętrznej tylnej ścianie wskazują, że w ostatnim okresie użytkowania strop był płaski, drewniany. Na wieży wisiał spiżowy dzwon odlany z 1684 r., który po II wojnie światowej wykorzystywano przy grzebaniu zmarłych na cmentarzu wokół wieży, a potem przeniesiono go na plac przy kościele poewangelickim.
Kamienna wieża z resztkami gontów jest pozostałością po katolickim kościele z 1203 r., który w 1945 r. został całkowicie zniszczony. Otoczony murami średniowiecznego grodziska obronnego, przed II wojną światową uległ zniszczeniu. Między ruinami kościoła a murami zewnętrznymi po 1945 r. urządzono cmentarz katolicki. W Pastewniku działały dwa kościoły. Pierwszy był katolicki (obecnie ruina) oraz dawny ewangelicki dom modlitwy (obecnie katolicki parafii w Marciszowie).